# Cal Guerra (la Pedra)
Cal Guerra és una masia del nucli del poble de la Pedra, al municipi de la Coma i la Pedra, a la Vall de Lord (Solsonès).